# 小川菜摘
小川 菜摘（おがわ なつみ、1962年（昭和37年）12月30日 - ）は、日本の女優・タレントである。本名・濵田 聖名子。
夫は1つ年下でダウンタウンの浜田雅功。長男はOKAMOTO'Sのベーシストであるハマ・オカモト。女優の珠めぐみは、母方の叔母にあたる。

## 来歴・人物
1962年12月30日、東京都調布市に生まれる。調布市立第四中学校を経て東京都立桜水商業高等学校中退。
幼少期より叔母の珠めぐみに憧れる。叔母は舞台の仕事が多かった関係上、小川は学生時代に彼女の付き人を務めた。
中村雅俊主演の『ゆうひが丘の総理大臣』に生徒役で出演後、文学座に研究生（演劇研究所20期生）として入団。文学座の同期に渡辺徹がいる。
その後は女優として『連続殺人鬼 冷血』などに出演する。なお、本作で小川はヌードを披露している。
1984年、南麻衣子、深野晴美と共に3人組アイドルユニット「オナッターズ」を結成。島村聖名子名義で作詞も行う。1986年、オナッターズ解散。
女優時代にはスカイコーポレーションに所属していたが、1989年に吉本興業に所属する浜田雅功と結婚すると、当時のスカイコーポレーションの社長が吉本興業と密接な関係だったこともあり、1989年8月に協定というかたちで吉本興業へ移籍する。浜田との間に2男をもうけており、長男はミュージシャンのハマ・オカモトである。

## その他
- 趣味はバレーボール、陶芸、BE@RBRICKと収集である。
- 全日本女子プロレス中継にゲストで会場にいた際、毎回と言っていいほど女子プロレスラーだったミミ萩原に間違われ（似ているため）ファンから声をかけられていたと言う[8]。
- 調布市のつつじヶ丘地区が地元。住んでいた頃は京王線つつじヶ丘駅からバスに乗り、成城学園前駅で小田急線に乗り換えていた。成城で屋敷を見ることがあり、「こんな所に住めたらいいな」と学生ながらに夢があった。結婚して、夫は大阪から来ているので土地勘がなく、どこに住もうかとなった時に小川は「世田谷」と言い、住めることになったので本当に感謝しているという[9]。
- 美男子が好きで、芸能人では原田真二、神田正輝がタイプである。韓流スターの中ではイ・ビョンホン、チャン・グンソクが好き[10]。

## フィルモグラフィ

### 映画
- 連続殺人鬼 冷血（1984年、ジョイパックフィルム） - 森悦子 役
- B.スクランブル（1984年、にんじんくらぶ）
- 山田村ワルツ（1988年、松竹）
- ステイ・ゴールド（1988年、松竹） - 広沢加代 役
- せんせい（1989年、トム・ソーヤ企画） - みどり 役
- 学校（1993年、松竹）
- 私の優しくない先輩（2010年、アスミック・エース） - 西表美千代 役
- ベイブルース 〜25歳と364日〜（2014年、よしもとクリエイティブ・エージェンシー） - 高山秋子 役
- ありきたりな言葉じゃなくて（2024年、ラビットハウス） - ミドリ 役[11]

#### 吹き替え
- スヌーピーとチャーリーブラウン（ロレッタ）

### テレビドラマ
- 男!あばれはっちゃく 第32話（テレビ朝日）
- ゆうひが丘の総理大臣（1978年、日本テレビ） - 麻丘陽子 役
- 火曜サスペンス劇場 「白衣の天使殺人事件」（1982年、日本テレビ） ※「島 聖名子」名義
- 徳川家康 （1983年、NHK） - 側室、侍女 役
- 人妻捜査官 第12話「疑惑!?喪服の女が待つ診察室」（1984年、朝日放送）
- 金曜女のドラマスペシャル（フジテレビ）
  - 「探偵ゲーム殺人事件」（1985年）
  - 「水中眼鏡の女」（1987年）
- 月曜ドラマランド（フジテレビ）
  - 「ひまわりくん」（1985年）
  - 「少年隊 ショー・アップ・ハイスクール」（1985年）
  - 「ヨイショ君」（1985年）
  - 「THE CHECKERS IN A Request For My Sorrow 涙のリクエスト」（1986年）
- 気になるあいつ（1985年、日本テレビ）
- 東芝日曜劇場（第1550回）「週末物語＝シンデレラ・エクスプレス＝」（1986年、毎日放送）
- ダウンタウン物語 第16話 - 第24話（1987年 - 1988年、毎日放送）
- あぶない少年III（1988年 - 1989年、テレビ東京）
- 東京ストーリーズ「フィアンセなんかを待ちながら」（1990年、フジテレビ）
- 月曜ドラマスペシャル（TBS）
  - 「ジューンブライドは幸せになれる？」（1990年）
  - 「警察官の妻たち」（1991年）
- ドラマチック22 「高田純次の無責任社員物語2」（1990年、TBS）
- マイ・フェア・ボーイ!（2007年6月4日、TBS） - 山田幸子 役
- 金曜プレステージ「エド・はるみ物語」（2008年、フジテレビ） - 松浦あい子 役
- リセット 第8話「駐禁を許した代償」（2009年3月5日、日本テレビ） - 吉村幸代 役
- 14歳〜千原ジュニアたった1人の闘い〜（2009年3月12日、テレビ東京） - 母 役
- 土曜ワイド劇場「広域警察」（2010年5月8日、テレビ朝日） - 中西みどり 役
  - 広域警察(2)（2011年5月21日）
  - 広域警察(3)（2012年11月17日）
  - 広域警察(4)（2013年10月19日）
  - 広域警察(5)（2014年10月25日）
  - 広域警察(6)（2015年6月27日）
  - 広域警察(7)（2016年2月20日）
- 示談交渉人 ゴタ消し 第8話「近隣トラブル」（2011年2月24日、読売テレビ） - 佐久間重子 役
- 明日の光をつかめ2（2011年7月4日 - 9月2日、東海テレビ） - 西川小春 役
  - 明日の光をつかめ -2013 夏- 第11話（2013年7月15日）
- デカ 黒川鈴木 第8話（2012年3月1日、読売テレビ） - 三宅信子 役
- 別れたら好きな人（2015年9月28日 - 11月27日、東海テレビ） - 内田一子 役
- 金曜プレミアム 本当にあった女の人生ドラマ「パート戦争」（2016年11月18日、フジテレビ） - 曾根崎 役[12]
- 科捜研の女 SEASON16 第16話（2017年3月2日、テレビ朝日） - 武部可奈子 役
- PTAグランパ2!（2018年、NHK BSプレミアム） - 佐倉しのぶ 役
- 無用庵隠居修行 - あけみ 役
  - 第3作（2019年）
  - 第6作（2022年）
  - 第7作（2023年）[13]
  - 第9作（2025年放送予定）[14]
- 家政夫のミタゾノ（2020年7月10日、テレビ朝日、第6話）- 小野寺麗子 役[15]

### その他のテレビ番組
- グッドモーニング（1985年、テレビ朝日）
- 発汗!シェイプUP（1987年、テレビ朝日） - レギュラー
- ナイトinナイト（朝日放送）
- Eat9（テレビ朝日）
- 元祖どっきりカメラ（日本テレビ）
- モーニングEye（TBS）
- おじょママ!F（関西テレビ） - レギュラー
- ごきげんよう（フジテレビ） - トークゲスト
- 発掘!あるある大事典（フジテレビ）
- 行列のできる法律相談所（日本テレビ） - ゲスト出演多数
- ベストタイム（2000年 - 2004年、TBS） - 木曜日セミレギュラー
- 冒険家族クイズ2001（2001年9月19日、日本テレビ） - グッチ家・母としてスタジオ出演。
- いまどき!ごはん（2005年7月、テレビ朝日）
- 主治医が見つかる診療所（2006年11月、テレビ東京）
- タモリのジャポニカロゴス（2006年、フジテレビ）
- ザ・ベストハウス123（2006年 - 2012年、フジテレビ） - 準レギュラー
- 爆笑そっくりものまね紅白歌合戦スペシャル（フジテレビ） - レギュラー審査員
- ダウンタウンのガキの使いやあらへんで!!・絶対に笑ってはいけないホテルマン24時（2009年12月31日、日本テレビ）
- キャスト（2013年 - 2016年、朝日放送） - 水曜レギュラー

### ウェブテレビ
- 全日本パリピ選手権（2018年5月30日 - 、AbemaTV）[16] - 審査員

## 舞台
- 寝盗られ宗介（2016年4月 - 5月、シアター1010・大阪松竹座・ももちパレス・刈谷市総合文化センター・新橋演舞場） - リリー 役[17]
- さがり（2016年11月 - 12月、神保町花月） - 百合子 役 [18]
- シェークスピア物語 〜真実の恋〜（2016年12月 - 2017年1月、KAAT神奈川芸術劇場・梅田芸術劇場メインホール・中日劇場） - マーガレッド 役[19]
- 大阪環状線 大正駅編 〜愛のエイサー プロポーズ大作戦〜（2021年12月、大阪松竹座） - 麗 役
- ざんねん系おもタメミュージカル『ざんねんないきもの事典～いきものたちの逆襲～』（2022年8月、あうるすぽっと）[20]
- 明治座創業150周年記念 明治座9月純烈公演　第1部「ハリウッドスターになりたくない！」（2023年9月8日 - 10月1日、明治座） - プリシラ 役[21]
- 中村雅俊芸能生活50周年記念公演『どこへ時が流れても～俺たちのジュークボックス～』（2024年6月2日 - 18日、明治座）[22][23]
- 熟年団『チェリー・ホープを知ってるかい。』（2024年12月4日 - 8日、恵比寿・エコー劇場）[24]
- 明日、泣けない女/昨日、甘えた男 2025（2025年5月3日 - 11日、シアターサンモール）[25]
- リーディング『怪談の語り場』（2025年7月26日・27日、浅草九劇）[26]
- タクフェス 第13弾『くちづけ』（2025年11月24日 - 2026年1月8日〈予定〉、新川文化ホール・サンシャイン劇場・アマノ芸術創造センター名古屋・梅田芸術劇場 シアター・ドラマシティ・SAWARAPIA・カナモトホール）[27]

## 著書
- おかえりっ！ - 浜田雅功ファミリーのできるまで（1996年、扶桑社）
- 「エッ！そうくるかぁー（笑）」 - 浜田家式お約束（2000年、扶桑社）
- 小川菜摘すっぴん料理 - 浜田ファミリーの味ができるまで（2002年、扶桑社）
- LOVE BLOG 美味しくて楽しくてちょっとおしゃれな暮らしのこと（2016年、角川マガジンズ）